# Randy Pausch
Randolph Frederick Pausch  (Milwaukee, 23 de outubro de 1960 – Chesapeake, 25 de julho de 2008), conhecido como Randy Pausch,  foi um professor de ciência da computação, interação homem-computador e design na Carnegie Mellon University (CMU) em Pittsburgh, Pennsylvania, Estados Unidos e autor de um best-seller, ganhando fama com o multiaclamado The Last Lecture, livro baseado em uma palestra dada em 18 de setembro de 2007 na Carnegie Mellon University.

## Vida
Pausch nasceu em Baltimore, Maryland, e cresceu em Columbia.
Em agosto de 2006 Pausch teve um câncer pancreático diagnosticado. Ele começou então um tratamento pesado, que incluía em sua maioria técnicas experimentais de quimioterapia. Porém, em agosto de 2007, ele mesmo disse que sofreu uma metástase para outros órgãos, significando que havia se tornado terminal. Ele começou então um novo tratamento em quimioterapia, com outro objetivo: estender sua vida ao máximo. Com isso, os médicos deram-lhe mais 3 a 6 meses.
Em 2 de maio de 2008, um exame PET mostrou que seu câncer se espalhou ainda mais, para alguns órgãos vitais, principalmente no peritônio e no retroperitônio, evidenciando sua piora no estado de saúde.
Em 25 de julho de 2008, Diane Sawyer anunciou no Good Morning America que Pausch havia morrido naquela manhã.
Pausch morreu em sua casa, em Chesapeake, no sul da Virgínia, ao lado de sua mulher, Jai Pausch, e seus filhos: Dylan, 6 anos, Logan, 4, e Chloe, 2.

## Carreira em Ciência da Computação
Pausch foi assistente e professor associado no Departamento de Ciência da Computação na Escola de Engenharia e Ciências Aplicadas da Universidade da Virgínia de 1988 a 1997. Enquanto estava lá, em 1995, ele completou um ano sabático na Walt Disney Imagineering e Electronic Arts (EA). Em 1997, Pausch tornou-se Professor Associado de Ciência da Computação, Interação Humano-Computador e Design na Carnegie Mellon University. Em 1998, foi co-fundador, junto com Don Marinelli, do Entertainment Technology Center (ETC) da CMU, e iniciou o curso Building Virtual Worlds na CMU, que lecionou por 10 anos. Ele foi consultor do Google em design de interface de usuário e também consultor na PARC, Imagineering e Media Metrix. Pausch também é o fundador do projeto de software Alice. Ele recebeu o prêmio Presidential Young Investigator Award da National Science Foundation e foi um bolsista de ensino da Lilly Foundation. Pausch foi autor ou co-autor de cinco livros e mais de 70 artigos.
Pausch recebeu dois prêmios da ACM em 2007 por suas realizações no ensino de computação: o prêmio Karl V. Karlstrom Outstanding Educator e o prêmio ACM Special Interest Group on Computer Science Education for Outstanding Contributions to Computer Science Education.

## Livros
- Dann, Wanda P.; Cooper, Stephen; Pausch, Randy (25 de julho de 2005). Learning to Program with Alice. [S.l.]: Prentice Hall. ISBN 0-13-187289-3
- The Last Lecture (2008) ISBN 1-4013-2325-1 (A Lição Final no Brasil)

- Adding input and output to the transactional model (Research paper, CMU), 1988